# 殲滅13區
《殲滅13區》（英語：Assault on Precinct 13）是一部2005年動作電影，由尚-法蘭蘇瓦·瑞西導演，伊森·霍克與勞倫斯·費許朋主演，演員還包括約翰·李古查摩、瑪麗亞·貝羅、傑·魯、德烈婭·德馬泰奧、布萊恩·丹內利、艾莎·辛德斯及蓋布瑞·拜恩。該片是約翰·卡本特1976年電影《攻擊13號警局》的翻拍，並更新了情節。
這部電影得到評論家褒貶不一的評價。它在爛番茄上獲得了59%的正面評價，該網站的評論家一致認為“這部翻拍片被一些人稱讚為專業製作的B級電影，而被其他人認為是公式化的。”而在Metacritic，它得到54分。
《殲滅13區》在商業上並不成功，被廣泛認為是票房失敗；它以3,000萬美元的預算製作，全球獲得3,530萬美元的收入。

## 外部連結
- 互联网电影数据库（IMDb）上《暴火線13》的资料（英文）